# Сант'Оронцо III (Авелино)
Сант'Оронцо III је насеље у Италији у округу Авелино, региону Кампанија.
Према процени из 2011. у насељу је живело 62 становника. Насеље се налази на надморској висини од 394 м.